# یادگاری (ترانه)
«یادگاری» (به انگلیسی: Parting Gift) ترانه‌ای سروده‌شده و خوانندهٔ آمریکایی فیونا اپل که در سومین آلبوم استودیویی وی تحت عنوان ماشین شگفت‌انگیز (۲۰۰۵) منتشر گردید.